# Schizaea stricta
Schizaea stricta är en ormbunkeart som beskrevs av David Bruce Lellinger. Schizaea stricta ingår i släktet Schizaea och familjen Schizaeaceae. Inga underarter finns listade.